# 李流
李流（248年—303年），字玄通，西晉末年巴氐人（一說為賨人），十六國時期成漢國建立者李雄之叔父，成漢政權奠基者李特之四弟。

## 生平
李流祖籍為巴西郡宕渠縣（今中國四川省渠縣），其先祖後於曹魏時被遷至略陽（今中國甘肅省秦安縣）。李流年少好學，擅長騎射，因而獲東羌校尉何攀賞識，被舉薦為東羌督。元康八年（298年），因秦雍二州六郡人民因齊萬年之亂和關中發生饑荒而南下益梁等地謀生，李特、李流兄弟亦隨民眾而行。
入蜀後，李特兄弟都得到益州刺史趙廞器重。永康元年（300年），趙廞見西晉朝廷因八王之亂導致天下大亂，於是有割據巴蜀之意，遂厚待李特、李流兄弟，以為黨羽。李特、李流等人亦依靠趙廞的勢力，聚眾為盜，蜀人視為大患。後趙廞命李流兄李庠招集流民為兵，李流亦在當地招合了數千名部眾。
建始元年（301年），趙廞因忌李庠的才能而殺害他，李流與李特雖被趙廞任命為督將，但都因此仇而領兵歸緜竹並安撫一眾流民。不久，李特與李流領兵反叛趙廞，最終攻陷成都，趙廞出走並被殺。此後，朝廷因李流平定趙廞的功勳而任命他為奮威將軍，封武陽侯。但同年，李特就被廣漢太守辛冉威逼，更派兵攻伐李特，但因李特有所準備而大敗對方。戰後，流人共推李特為主，李特亦承制拜李流為鎮東將軍，駐東營，號稱東督護。李特亦多次派李流領兵與益州刺史羅尚相爭。
太安二年（303年），李特攻進成都少城。當時李特部眾受蜀地人民所組成的各個塢歡迎，李特亦放心讓部眾到各個塢吃飯以節省軍糧。但李流則為人心未固，建議收益州大姓子弟為人質，並收兵自守。但李特不聽。於是在二月，李特受羅尚進攻時各塢都響應羅尚，致使李特大敗，後來被殺。
李特死後，流民沒有首領，又沒有蜀地人民支持，於是十分害怕。李流於是与侄兒李蕩和李雄收集舊眾，退還赤祖。自稱大將軍、大都督、益州牧。但當時荊州刺史宗岱率大軍救援羅尚，德陽被建平太守孫阜攻破。三月時羅尚更派督護常深等進攻李流，李流於是率李蕩和李雄攻破常深所駐的毗橋，並追擊至成都，羅尚於是閉門堅守。李蕩則在騎馬追擊時被矛刺死。
李流見李特和李蕩都死去，而宗岱等人即將攻來，十分畏懼。李含此時勸李流投降，雖然李雄和李驤多次諫止，李流聽從，但李流仍決意投降，並派子李世和李含子李胡作人質送交孫阜。李胡兄李離知道後不及諫止，於是與李雄謀攻孫阜軍，最終成功攻破孫阜，當時宗岱亦病死，荊州援兵於是撤退。及後李流移守郫城，但因為蜀地人民都結塢自守，城鎮都沒有物資可以略奪，只因徐轝成功說服范長生給予李流軍糧，才令李流部眾再次興盛。
同年，李流因病去世，享年五十六歲。遺命其侄，即李特之子李雄續領部眾。李雄後來稱帝時，追諡李流為秦文王。

## 子女
- 李世

## 延伸阅读
[在维基数据编辑]
 《晉書·卷120》，出自房玄齡《晉書》